# مايك كولينز
مايك كولينز (بالإنجليزية: Mike Collins)‏ هو لاعب كرة قدم أمريكية أمريكي، ولد في 13 ديسمبر 1960.